# Simone David-Raymond
Simone David-Raymond, née à Montréal le 24 mars 1911 et morte dans la même ville le 6 février 2012 est une gestionnaire québécoise.
Elle est la fondatrice de l'hôpital Marie-Enfant spécialisé dans les soins prolongés et la réadaptation fonctionnelle des enfants handicapés. Elle a aussi participé à la fondation de l'Orchestre symphonique de Montréal.
Elle est la fille de l'homme politique Athanase David, secrétaire de la province de Québec de 1919 à 1936 et la sœur du cardiologue Paul David.

## Distinctions
- 1974 -  Membre de l'Ordre du Canada[2]
- 1990 -  Grande officière de l'Ordre national du Québec[3]